# Аргентинский Северо-Запад

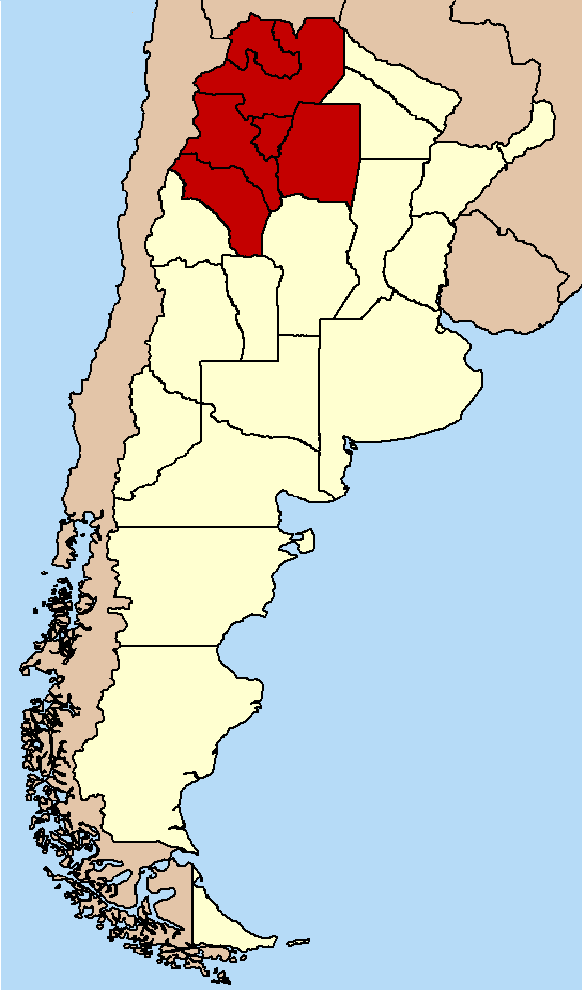
Северо-Западный регион на карте Аргентины.

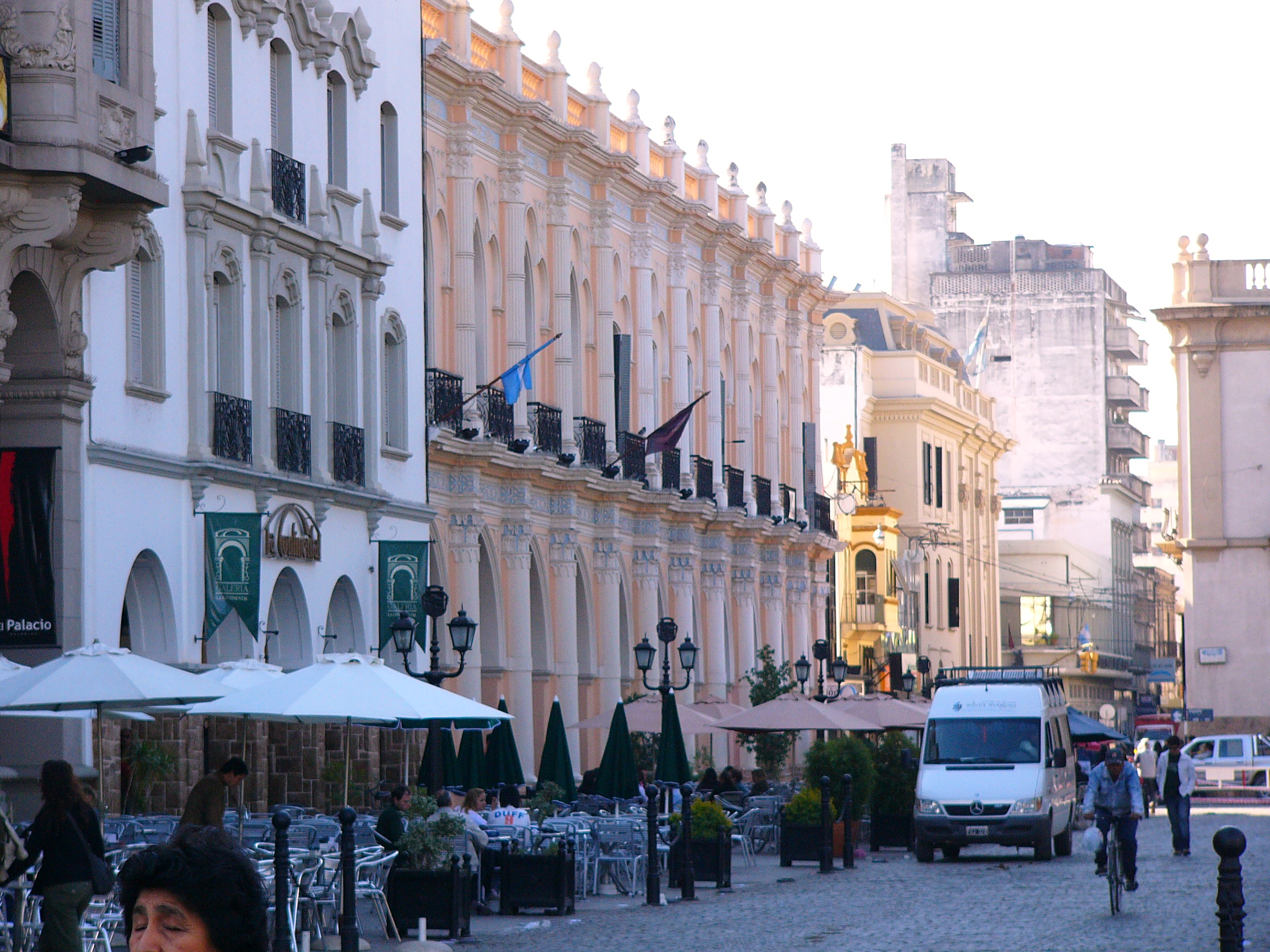
Сальта.

Аргентинский Северо-Запад (исп. Noroeste Argentino) — географический регион Аргентины, включающий в себя провинции Катамарка, Жужуй, Ла-Риоха, Сальта, Сантьяго-дель-Эстеро и Тукуман.

## Физико-географическое описание
На территории региона представлены 5 различных биомов:
- Предандийские влажные серраи востока;
- Плодородные долины вальес;
- Каньоны;
- Андийские высокогорья;
- Альтиплано или Пуна.

За пределами лежащего к востоку региона Юнгас, неподалёку от Гран Чако все плодородные земли сосредоточены в древних долинах рек. В каньонах рек (к примеру, Кебрада-де-Умауака и долина Кальчаки) образовались ультисоли (красные ферраллитные подзолистые почвы). Высочайшие точки расположены в Андах (более 6000 метров), также выделяется плоскогорье Пуна или Альтплано, продолжающееся к северу на территории Боливии.

## Климат
Восточные ветры приносят влажные воздушные массы в предандийские серраи и задерживаются восточными склонами Анд, в результате в предгорьях создаётся жаркий тропический климат с обильными дождями, наподобие климата джунглей юнгас.
Далее потерявшие влагу водяные массы перемещаются к западу, покидая пространства Альтиплано через западную часть сухих андийских степей, для которых (как и для региона в целом) характерны сильные температурные контрасты. Пик выпадения осадков на северо-западе Аргентины приходится на время летнего муссона, достигая годового количества в 700 мм в основном в период лета южного полушария (декабрь — март).

## Экономико-географическая характеристика

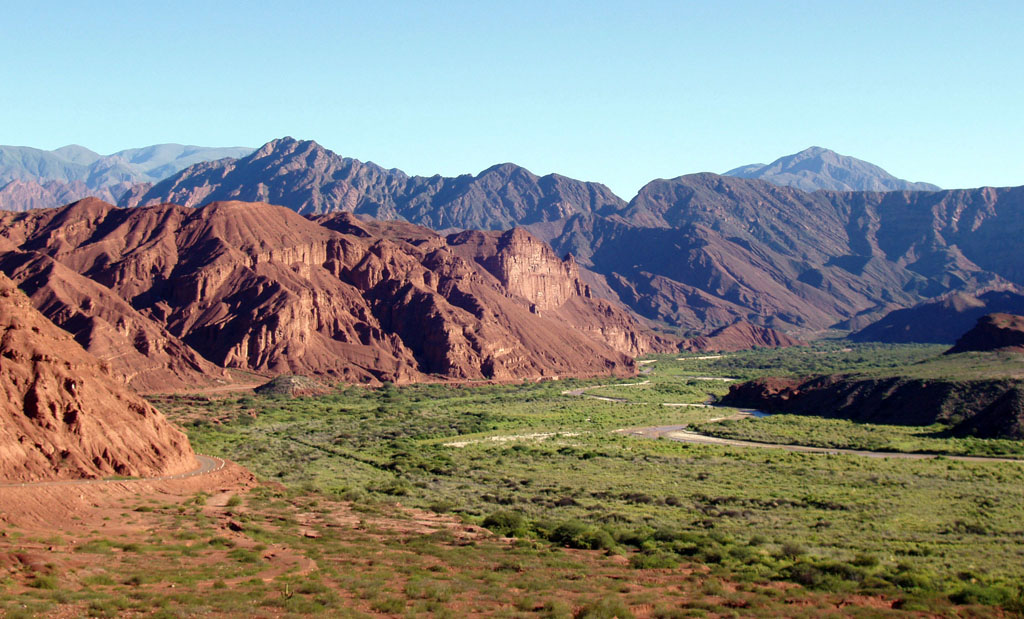
Долина Кальчаки.

Большая часть населения сконцентрирована на плодородных землях речных долин, где и осуществляется большая часть экономической деятельности. В растениеводстве выделяются выращивание сахарного тростника, табака и цитрусовых, в животноводстве — разведение КРС и коз. В регионе располагается важная винодельческая провинция долина Кальчаки неподалёку от города Кафайет.

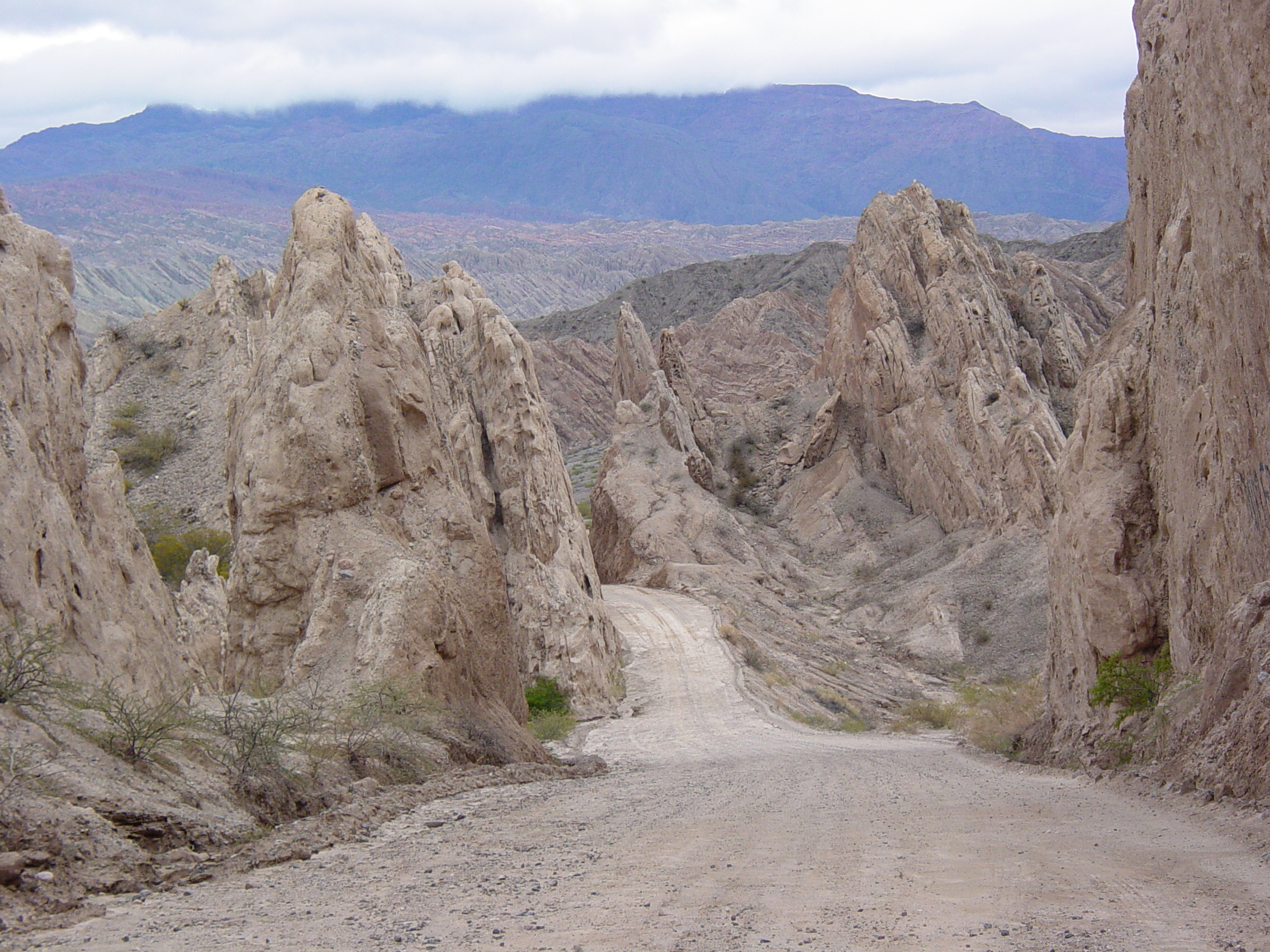

Промышленность представлена переработкой сахарного тростника и пищевой отраслью, а также доменной металлургией завода Altos Hornos Zapala.
Добывающая отрасль включает извлечение свинцовых и цинковых руд, каменной соли и углеводородов.

## Туризм
Северо-запад Аргентины является известным туристическим местом не только среди аргентинцев, но и среди иностранцев, в особенности европейцев. Наиболее популярны Кебрада-де-Умауака и Серо-де-лос-Сьите-Колорес, Кафайет и долина Кальчаки, Тафи-дель-Валье, а также столицы провинций Сан-Мигель-де-Тукуман, Сальта и Сан-Сальвадор-де-Жужуй.
В регионе расположены следующие национальные парки:
- Бариту
- Калилегуа
- Эль-Рей
- Лос-Кардонес
- Кампо-де-лос-Алисос

## Этнотуризм
Помимо физико-географических особенностей, туристов регион привлекают и культуры коренных народов аймара и кечуа, коренным образом отличающиеся от преобладающих потомков европейцев в районе Буэнос-Айреса.